# Jožka Šaršeová
Josefína Šaršeová, známá jako Jožka Šaršeová (11. listopadu 1901 Předlice – 19. listopadu 1982 Praha) byla česká tanečnice, choreografka a pedagožka.

## Život a působení
Studovala u Émila Jaquese-Dalcroze na taneční škole v Hellerau u Drážďan. V roce 1924 se vrátila do Prahy a spolupracovala s českou avantgardou, zejména s režiséry Jiřím Frejkou a Emilem Františkem Burianem. Ve svých tanečních sólech se přitom zabývala společensko-politickými otázkami.
V roce 1931 založila vlastní taneční skupinu. Po vyhnání Čechů ze Sudet odmítla nabídku klavíristy Rudolfa Firkušného, aby s ním opustila Československo, a se svou matkou se ze zabraného severu Čech odstěhovala do Prahy, kde v kurzech gymnastiky studovala taneční čísla. Pokoušela se o stylizaci lidových tanců na hudbu Leoše Janáčka a nacvičila večerní pořad Po zarostlém chodníčku, který byl v roce 1943 uveden ve Vinohradském divadle a slavil úspěch.
Jako baletka a choreografka působila v Národním divadle, Divadle ABC, D 34, Osvobozeném divadle aj.
Už za okupace působila jako pedagožka na Státní konzervatoři v Praze, kde vyučovala pohybovou a hereckou výchovu (její žačkou byla např. Libuše Hynková). Své pedagogické vzdělání si doplňovala na moskevské škole GITIS. Spolu s fotografem a etnografem Karlem Plickou stála Jožka Šaršeová u zrodu Československého souboru národních písní a tanců. Připravovala také folklorní festival v poválečné Makedonii.

### Po roce 1945
V roce 1946 podepsala prokomunistické „Májové poselství kulturních pracovníků českému lidu!“ publikované před květnovými volbami do Ústavodárného Národního shromáždění. Tento předvolební manifest komunistů podepsalo celkem 843 kulturních pracovníků a komunisté volby vyhráli. Později podepsala prokomunistickou výzvu Kupředu, zpátky ni krok!, jež byla vydána dne 25. února 1948 pro podporu komunistického převratu.
Je autorkou skladby pro I. celostátní spartakiádu (1955); za skladbu pro pracovní zálohy jí byla v roce 1955 udělena Státní cena Klementa Gottwalda 1. stupně. Ideologických vrcholem II. celostátní spartakiády v roce 1960 byla závěrečná skladba Život vítězí nad smrtí, kdy  30 000 žen znázorňovalo, jak mezinárodní solidarita odvrátí nebezpečí světové války. Choreografii této skladby dělala Šaršová spolu s A. Livorovou.